# Georges Dary
Georges Dary (1890 – ?) byl francouzský reprezentační hokejový útočník.
V roce 1920 byl členem Francouzského hokejové týmu, který skončil šestý na zimních olympijských hrách.